# Liste des gonfaloniers de justice et prieurs de la république de Florence dans les années 1330
Pour des articles plus généraux, voir Liste des gonfaloniers de justice et prieurs de la république de Florence et Liste des gonfaloniers de justice et prieurs de la république de Florence au XIVe siècle.
Cet article dresse une liste des gonfaloniers de justice et prieurs de la république de Florence dans les années 1330.

## 1330
| Période de gouvernement          | Gonfaloniers de Justice et Prieurs                             | Notes                                                      |
| -------------------------------- | -------------------------------------------------------------- | ---------------------------------------------------------- |
| 15 décembre 1329-14 février 1330 | Maestro Lapo del Maestro Rinuccio Serguidolotto                | Gonf. issu du s. Oltrarno. Médecin.                        |
| 15 décembre 1329-14 février 1330 | Lapo di Mess. Angiolino de'Magli                               | Pr. du s. Oltrarno.                                        |
| 15 décembre 1329-14 février 1330 | Lapo di Giovanni Bonaccorsi                                    | Pr. du s. San Piero Scheraggio.                            |
| 15 décembre 1329-14 février 1330 | Donato di Mannino Acciaiuoli                                   | Pr. du s. Borgo.                                           |
| 15 décembre 1329-14 février 1330 | Cino Michi (ou de Mico)                                        | Pr. du s. San Pancrazio.                                   |
| 15 décembre 1329-14 février 1330 | Ghino di Vieri del Bello Rondinelli                            | Pr. du s. Porta del Duomo.                                 |
| 15 décembre 1329-14 février 1330 | Mess. Covone di Naddo Covoni                                   | Pr. du s. Porta San Piero.                                 |
| 15 février 1330-14 avril 1330    | Duccio di Guido Mancini                                        | Gonf. issu du s. San Piero Scheraggio.                     |
| 15 février 1330-14 avril 1330    | Fuccio Amadori                                                 | Pr. du s. Oltrarno.                                        |
| 15 février 1330-14 avril 1330    | Porcello di Ricco da Diacceto (ou de Glaceto, ou da Ghiacceto) | Pr. du s. San Piero Scheraggio.                            |
| 15 février 1330-14 avril 1330    | Tuccio di Dello degli Scilinguati                              | Pr. du s. Borgo.                                           |
| 15 février 1330-14 avril 1330    | Bingeri di Nardo Rucellai                                      | Pr. du s. San Pancrazio.                                   |
| 15 février 1330-14 avril 1330    | Giovanni d'Uberto Cambi                                        | Pr. du s. Porta del Duomo.                                 |
| 15 février 1330-14 avril 1330    | Mess. Jacopo di Neri de'Ricci                                  | Pr. du s. Porta San Piero. Expert en droit (iurisperitus). |
| 15 avril 1330-14 juin 1330       | Francesco di Borghino Baldovinetti                             | Gonf. issu du s. Borgo.                                    |
| 15 avril 1330-14 juin 1330       | Piuvichese Brancacci                                           | Pr. du s. Oltrarno.                                        |
| 15 avril 1330-14 juin 1330       | Caroccio di Lapo Alberti                                       | Pr. du s. San Piero Scheraggio.                            |
| 15 avril 1330-14 juin 1330       | Bartolo di Marco Bonciani                                      | Pr. du s. Borgo.                                           |
| 15 avril 1330-14 juin 1330       | Francesco di Lapo di Giovanni                                  | Pr. du s. San Pancrazio.                                   |
| 15 avril 1330-14 juin 1330       | Vanni di Bartolo Armati                                        | Pr. du s. Porta del Duomo.                                 |
| 15 avril 1330-14 juin 1330       | Chele di Ser Guernieri d'Aguglione                             | Pr. du s. Porta San Piero.                                 |
| 15 juin 1330-14 août 1330        | Falconieri di Baldese Baldesi                                  | Gonf. issu du s. San Pancrazio.                            |
| 15 juin 1330-14 août 1330        | Francesco di Cenni Biliotti                                    | Pr. du s. Oltrarno.                                        |
| 15 juin 1330-14 août 1330        | Ruggieri di Mess. Lapo da Castiglionchio                       | Pr. du s. San Piero Scheraggio.                            |
| 15 juin 1330-14 août 1330        | Nerozzo di Meo Compagni                                        | Pr. du s. Borgo.                                           |
| 15 juin 1330-14 août 1330        | Cecco Gianni                                                   | Pr. du s. San Pancrazio.                                   |
| 15 juin 1330-14 août 1330        | Giovanni di Bernardino de'Medici                               | Pr. du s. Porta del Duomo.                                 |
| 15 juin 1330-14 août 1330        | Vanni di Benintendi degli Albizzi                              | Pr. du s. Porta San Piero.                                 |
| 15 août 1330-14 octobre 1330     | Cenni Ghetti                                                   | Gonf. issu du s. Porta del Duomo.                          |
| 15 août 1330-14 octobre 1330     | Francesco di Sassolo Sassolini                                 | Pr. du s. Oltrarno.                                        |
| 15 août 1330-14 octobre 1330     | Coppo di Borghese Migliorati                                   | Pr. du s. San Piero Scheraggio.                            |
| 15 août 1330-14 octobre 1330     | Ser Lamberto del Nero Cambi                                    | Pr. du s. Borgo.                                           |
| 15 août 1330-14 octobre 1330     | Chele di Pagno Bordoni                                         | Pr. du s. San Pancrazio.                                   |
| 15 août 1330-14 octobre 1330     | Taddeo di Mess. Aldobrando da Cerreto                          | Pr. du s. Porta del Duomo.                                 |
| 15 août 1330-14 octobre 1330     | Lapo Rinaldi                                                   | Pr. du s. Porta San Piero.                                 |
| 15 octobre 1330-14 décembre 1330 | Lapo Covoni                                                    | Gonf. issu du s. Porta San Piero.                          |
| 15 octobre 1330-14 décembre 1330 | Gherardino Gianni                                              | Pr. du s. Oltrarno.                                        |
| 15 octobre 1330-14 décembre 1330 | Maestro Fagno Fagni                                            | Pr. du s. San Piero Scheraggio. Médecin.                   |
| 15 octobre 1330-14 décembre 1330 | Ubaldino di Niccolò Ardinghelli                                | Pr. du s. Borgo.                                           |
| 15 octobre 1330-14 décembre 1330 | Palla di Mess. Jacopo Strozzi                                  | Pr. du s. San Pancrazio.                                   |
| 15 octobre 1330-14 décembre 1330 | Federigo Soldi                                                 | Pr. du s. Porta del Duomo.                                 |
| 15 octobre 1330-14 décembre 1330 | Bartolo Bonaffedi                                              | Pr. du s. Porta San Piero.                                 |
| 15 décembre 1330-14 février 1331 | Pugio di Boninsegna                                            | Gonf. issu du s. Oltrarno.                                 |
| 15 décembre 1330-14 février 1331 | Stefano del Benino                                             | Pr. du s. Oltrarno.                                        |
| 15 décembre 1330-14 février 1331 | Nastagio di Lapo di Talento Bucelli (ou Nastasio Bucelli)      | Pr. du s. San Piero Scheraggio.                            |
| 15 décembre 1330-14 février 1331 | Giotto di Fantone Angelotti                                    | Pr. du s. Borgo.                                           |
| 15 décembre 1330-14 février 1331 | Mess. Orlando Marini                                           | Pr. du s. San Pancrazio. Expert en droit (iurisperitus).   |
| 15 décembre 1330-14 février 1331 | Simone di Nardo Guasconi                                       | Pr. du s. Porta del Duomo.                                 |
| 15 décembre 1330-14 février 1331 | Tano Chiarissimi                                               | Pr. du s. Porta San Piero.                                 |

## 1331
| Période de gouvernement          | Gonfaloniers de Justice et Prieurs                        | Notes                                                             |
| -------------------------------- | --------------------------------------------------------- | ----------------------------------------------------------------- |
| 15 décembre 1330-14 février 1331 | Pugio di Boninsegna                                       | Gonf. issu du s. Oltrarno.                                        |
| 15 décembre 1330-14 février 1331 | Stefano del Benino                                        | Pr. du s. Oltrarno.                                               |
| 15 décembre 1330-14 février 1331 | Nastagio di Lapo di Talento Bucelli (ou Nastasio Bucelli) | Pr. du s. San Piero Scheraggio.                                   |
| 15 décembre 1330-14 février 1331 | Giotto di Fantone Angelotti                               | Pr. du s. Borgo.                                                  |
| 15 décembre 1330-14 février 1331 | Mess. Orlando Marini                                      | Pr. du s. San Pancrazio. Expert en droit (iurisperitus).          |
| 15 décembre 1330-14 février 1331 | Simone di Nardo Guasconi                                  | Pr. du s. Porta del Duomo.                                        |
| 15 décembre 1330-14 février 1331 | Tano Chiarissimi                                          | Pr. du s. Porta San Piero.                                        |
| 15 février 1331-14 avril 1331    | Donato di Pacino Peruzzi                                  | Gonf. issu du s. San Piero Scheraggio.                            |
| 15 février 1331-14 avril 1331    | Mess. Giachinotto di Trinca Corbinelli                    | Pr. du s. Oltrarno. Expert en droit (iurisperitus).               |
| 15 février 1331-14 avril 1331    | Aldighieri di Ser Gherardo                                | Pr. du s. San Piero Scheraggio.                                   |
| 15 février 1331-14 avril 1331    | Bartolommeo di Guccio Siminetti                           | Pr. du s. Borgo.                                                  |
| 15 février 1331-14 avril 1331    | Bartolo di Vanni di Puccio Benvenuti                      | Pr. du s. San Pancrazio.                                          |
| 15 février 1331-14 avril 1331    | Ser Diodato Baronci                                       | Pr. du s. Porta del Duomo.                                        |
| 15 février 1331-14 avril 1331    | Giovenco di Cionetto de'Bastari                           | Pr. du s. Porta San Piero.                                        |
| 15 avril 1331-14 juin 1331       | Bartolo Paradisi                                          | Gonf. issu du s. Borgo.                                           |
| 15 avril 1331-14 juin 1331       | Mess. Pace di Mess. Jacopo da Certaldo                    | Pr. du s. Oltrarno. Expert en droit (iurisperitus).               |
| 15 avril 1331-14 juin 1331       | Spinello di Buonsignore Bisarnesi                         | Pr. du s. San Piero Scheraggio.                                   |
| 15 avril 1331-14 juin 1331       | Guglielmo di Vinta Altoviti                               | Pr. du s. Borgo.                                                  |
| 15 avril 1331-14 juin 1331       | Naddo di Cenni di Nardo Rucellai                          | Pr. du s. San Pancrazio.                                          |
| 15 avril 1331-14 juin 1331       | Barone Cappelli                                           | Pr. du s. Porta del Duomo.                                        |
| 15 avril 1331-14 juin 1331       | Giovanni d'Albizzo Cambi                                  | Pr. du s. Porta San Piero.                                        |
| 15 juin 1331-14 août 1331        | Teghino di Ser Rinaldo Tecchi                             | Gonf. issu du s. San Pancrazio.                                   |
| 15 juin 1331-14 août 1331        | Mess. Rinaldo Casini                                      | Pr. du s. Oltrarno. Expert en droit (iurisperitus).               |
| 15 juin 1331-14 août 1331        | Cione d'Alberto Alberti                                   | Pr. du s. San Piero Scheraggio.                                   |
| 15 juin 1331-14 août 1331        | Tommaso di Dietaiuti della Badessa                        | Pr. du s. Borgo.                                                  |
| 15 juin 1331-14 août 1331        | Marco di Rosso Strozzi                                    | Pr. du s. San Pancrazio.                                          |
| 15 juin 1331-14 août 1331        | Andrea del Nero Carucci di Madonna                        | Pr. du s. Porta del Duomo.                                        |
| 15 juin 1331-14 août 1331        | Mess. Lottieri di Lapo Gherardini                         | Pr. du s. Porta San Piero.                                        |
| 15 août 1331-14 octobre 1331     | Ricco di Buto di Ricco Davanzi                            | Gonf. issu du s. Porta del Duomo.                                 |
| 15 août 1331-14 octobre 1331     | Guccio di Rinaldo da Panzano                              | Pr. du s. Oltrarno.                                               |
| 15 août 1331-14 octobre 1331     | Boninsegna Gherardi                                       | Pr. du s. San Piero Scheraggio.                                   |
| 15 août 1331-14 octobre 1331     | Francesco di Meo Acciaiuoli                               | Pr. du s. Borgo.                                                  |
| 15 août 1331-14 octobre 1331     | Banco di Lippo Gianni                                     | Pr. du s. San Pancrazio.                                          |
| 15 août 1331-14 octobre 1331     | Lorino di Bonaiuto Lorini                                 | Pr. du s. Porta del Duomo.                                        |
| 15 août 1331-14 octobre 1331     | Ruggieri di Neri de'Ricci                                 | Pr. du s. Porta San Piero.                                        |
| 15 octobre 1331-14 décembre 1331 | Mess. Francesco di Mess. Lotto Salviati                   | Gonf. issu du s. Porta San Piero. Expert en droit (iurisperitus). |
| 15 octobre 1331-14 décembre 1331 | Bernardo di Neri da Quarata (ou Quaratesi)                | Pr. du s. Oltrarno.                                               |
| 15 octobre 1331-14 décembre 1331 | Bartolino di Filippo Filippi                              | Pr. du s. San Piero Scheraggio.                                   |
| 15 octobre 1331-14 décembre 1331 | Vanni Donnini                                             | Pr. du s. Borgo.                                                  |
| 15 octobre 1331-14 décembre 1331 | Consiglio Ughi                                            | Pr. du s. San Pancrazio.                                          |
| 15 octobre 1331-14 décembre 1331 | Niccolò di Berto Strozzafichi                             | Pr. du s. Porta del Duomo.                                        |
| 15 octobre 1331-14 décembre 1331 | Giano di Dino Gherardini                                  | Pr. du s. Porta San Piero.                                        |
| 15 décembre 1331-14 février 1332 | Banco di Puccio Bencivenni                                | Gonf. issu du s. Oltrarno.                                        |
| 15 décembre 1331-14 février 1332 | Benino del Bello Borgoli                                  | Pr. du s. Oltrarno.                                               |
| 15 décembre 1331-14 février 1332 | Mess. Bivigliano di Manetto Baroncelli                    | Pr. du s. San Piero Scheraggio.                                   |
| 15 décembre 1331-14 février 1332 | Ugo di Mess. Oddo Altoviti                                | Pr. du s. Borgo.                                                  |
| 15 décembre 1331-14 février 1332 | Giunta di Nardo Rucellai                                  | Pr. du s. San Pancrazio.                                          |
| 15 décembre 1331-14 février 1332 | Mess. Ugo di Lotteringo della Stufa                       | Pr. du s. Porta del Duomo. Expert en droit (iurisperitus).        |
| 15 décembre 1331-14 février 1332 | Aldobrandino di Lapo Rinaldi                              | Pr. du s. Porta San Piero.                                        |

## 1332
| Période de gouvernement          | Gonfaloniers de Justice et Prieurs                            | Notes                                                      |
| -------------------------------- | ------------------------------------------------------------- | ---------------------------------------------------------- |
| 15 décembre 1331-14 février 1332 | Banco di Puccio Bencivenni                                    | Gonf. issu du s. Oltrarno.                                 |
| 15 décembre 1331-14 février 1332 | Benino del Bello Borgoli                                      | Pr. du s. Oltrarno.                                        |
| 15 décembre 1331-14 février 1332 | Mess. Bivigliano di Manetto Baroncelli                        | Pr. du s. San Piero Scheraggio.                            |
| 15 décembre 1331-14 février 1332 | Ugo di Mess. Oddo Altoviti                                    | Pr. du s. Borgo.                                           |
| 15 décembre 1331-14 février 1332 | Giunta di Nardo Rucellai                                      | Pr. du s. San Pancrazio.                                   |
| 15 décembre 1331-14 février 1332 | Mess. Ugo di Lotteringo della Stufa                           | Pr. du s. Porta del Duomo. Expert en droit (iurisperitus). |
| 15 décembre 1331-14 février 1332 | Aldobrandino di Lapo Rinaldi                                  | Pr. du s. Porta San Piero.                                 |
| 15 février 1332-14 avril 1332    | Giovanni di Lamberto dell'Antella                             | Gonf. issu du s. San Piero Scheraggio.                     |
| 15 février 1332-14 avril 1332    | Ser Piero di Gherardino Velluti                               | Pr. du s. Oltrarno.                                        |
| 15 février 1332-14 avril 1332    | Giotto d'Arnoldo Peruzzi                                      | Pr. du s. San Piero Scheraggio.                            |
| 15 février 1332-14 avril 1332    | Cambiozzo di Neri Aldobrandini                                | Pr. du s. Borgo.                                           |
| 15 février 1332-14 avril 1332    | Maso Valori                                                   | Pr. du s. San Pancrazio.                                   |
| 15 février 1332-14 avril 1332    | Dietisalvi di Nigi Dietisalvi Neroni                          | Pr. du s. Porta del Duomo.                                 |
| 15 février 1332-14 avril 1332    | Teghiaio del Cecino                                           | Pr. du s. Porta San Piero.                                 |
| 15 avril 1332-14 juin 1332       | Bernardo di Lapo Ardinghelli                                  | Gonf. issu du s. Borgo.                                    |
| 15 avril 1332-14 juin 1332       | Cappone di Recco Capponi                                      | Pr. du s. Oltrarno.                                        |
| 15 avril 1332-14 juin 1332       | Filippo di Duccio Magalotti                                   | Pr. du s. San Piero Scheraggio.                            |
| 15 avril 1332-14 juin 1332       | More Ubaldini                                                 | Pr. du s. Borgo.                                           |
| 15 avril 1332-14 juin 1332       | Luca di Gerino Strozzi                                        | Pr. du s. San Pancrazio.                                   |
| 15 avril 1332-14 juin 1332       | Cecco di Spina Falconi                                        | Pr. du s. Porta del Duomo.                                 |
| 15 avril 1332-14 juin 1332       | Luti Dirittafede                                              | Pr. du s. Porta San Piero.                                 |
| 15 juin 1332-14 août 1332        | Piero di Guglielmo Guglielmi                                  | Gonf. issu du s. San Pancrazio.                            |
| 15 juin 1332-14 août 1332        | Lapaccio del Bene Benizzi                                     | Pr. du s. Oltrarno.                                        |
| 15 juin 1332-14 août 1332        | Mugnaio di Recco da Diacceto (ou de Glaceto, ou da Ghiacceto) | Pr. du s. San Piero Scheraggio.                            |
| 15 juin 1332-14 août 1332        | Lottieri Davanzati                                            | Pr. du s. Borgo.                                           |
| 15 juin 1332-14 août 1332        | Spinello di Primerano da Mosciano                             | Pr. du s. San Pancrazio.                                   |
| 15 juin 1332-14 août 1332        | Benedetto di Guccio Gennai                                    | Pr. du s. Porta del Duomo.                                 |
| 15 juin 1332-14 août 1332        | Neri di Lippo del Palagio (ou del Palazzo)                    | Pr. du s. Porta San Piero.                                 |
| 15 août 1332-14 octobre 1332     | Daldo di Tingo Marignolli                                     | Gonf. issu du s. Porta del Duomo.                          |
| 15 août 1332-14 octobre 1332     | Bartolo Strada                                                | Pr. du s. Oltrarno.                                        |
| 15 août 1332-14 octobre 1332     | Giovanni Bonaccorsi                                           | Pr. du s. San Piero Scheraggio.                            |
| 15 août 1332-14 octobre 1332     | Tuccio di Cocchio Compagni                                    | Pr. du s. Borgo.                                           |
| 15 août 1332-14 octobre 1332     | Cristofano Pucci                                              | Pr. du s. San Pancrazio.                                   |
| 15 août 1332-14 octobre 1332     | Sandro di Buto Davanzi                                        | Pr. du s. Porta del Duomo.                                 |
| 15 août 1332-14 octobre 1332     | Ruspo Guittomanni                                             | Pr. du s. Porta San Piero.                                 |
| 15 octobre 1332-14 décembre 1332 | Maso di Chiaramontese degli Uccellini                         | Gonf. issu du s. Porta San Piero.                          |
| 15 octobre 1332-14 décembre 1332 | Mess. Alesso Rinucci                                          | Pr. du s. Oltrarno.                                        |
| 15 octobre 1332-14 décembre 1332 | Vanni di Ser Lotto Castellani                                 | Pr. du s. San Piero Scheraggio.                            |
| 15 octobre 1332-14 décembre 1332 | Coppo di Stefano Bonaiuti                                     | Pr. du s. Borgo.                                           |
| 15 octobre 1332-14 décembre 1332 | Bartolo Morelli                                               | Pr. du s. San Pancrazio.                                   |
| 15 octobre 1332-14 décembre 1332 | Vanni Armati                                                  | Pr. du s. Porta del Duomo.                                 |
| 15 octobre 1332-14 décembre 1332 | Mess. Bartolo de'Ricci                                        | Pr. du s. Porta San Piero. Expert en droit (iurisperitus). |
| 15 décembre 1332-14 février 1333 | Cione Falconi                                                 | Gonf. issu du s. Oltrarno.                                 |
| 15 décembre 1332-14 février 1333 | Ser Banco di Ser Bartolo Banchi                               | Pr. du s. Oltrarno.                                        |
| 15 décembre 1332-14 février 1333 | Francesco di Giacomo Baroncelli                               | Pr. du s. San Piero Scheraggio.                            |
| 15 décembre 1332-14 février 1333 | Gentile di Mess. Oddo Altoviti                                | Pr. du s. Borgo.                                           |
| 15 décembre 1332-14 février 1333 | Strozza di Rosso Strozzi                                      | Pr. du s. San Pancrazio.                                   |
| 15 décembre 1332-14 février 1333 | Federigo di Soldo                                             | Pr. du s. Porta del Duomo.                                 |
| 15 décembre 1332-14 février 1333 | Giano di Lando degli Albizzi                                  | Pr. du s. Porta San Piero.                                 |

## 1333
| Période de gouvernement          | Gonfaloniers de Justice et Prieurs    | Notes                                                               |
| -------------------------------- | ------------------------------------- | ------------------------------------------------------------------- |
| 15 décembre 1332-14 février 1333 | Cione Falconi                         | Gonf. issu du s. Oltrarno.                                          |
| 15 décembre 1332-14 février 1333 | Ser Banco di Ser Bartolo Banchi       | Pr. du s. Oltrarno.                                                 |
| 15 décembre 1332-14 février 1333 | Francesco di Giacomo Baroncelli       | Pr. du s. San Piero Scheraggio.                                     |
| 15 décembre 1332-14 février 1333 | Gentile di Mess. Oddo Altoviti        | Pr. du s. Borgo.                                                    |
| 15 décembre 1332-14 février 1333 | Strozza di Rosso Strozzi              | Pr. du s. San Pancrazio.                                            |
| 15 décembre 1332-14 février 1333 | Federigo di Soldo                     | Pr. du s. Porta del Duomo.                                          |
| 15 décembre 1332-14 février 1333 | Giano di Lando degli Albizzi          | Pr. du s. Porta San Piero.                                          |
| 15 février 1333-14 avril 1333    | Giovanni di Mess. Lapo Arnolfi        | Gonf. issu du s. San Piero Scheraggio.                              |
| 15 février 1333-14 avril 1333    | Guccio di Stefano Soderini            | Pr. du s. Oltrarno.                                                 |
| 15 février 1333-14 avril 1333    | Duccio di Lapo Alberti                | Pr. du s. San Piero Scheraggio.                                     |
| 15 février 1333-14 avril 1333    | Bartolo di Maso Bonciani              | Pr. du s. Borgo.                                                    |
| 15 février 1333-14 avril 1333    | Cenni di Nardo Rucellai               | Pr. du s. San Pancrazio.                                            |
| 15 février 1333-14 avril 1333    | Taddeo di Mess. Aldobrando da Cerreto | Pr. du s. Porta del Duomo.                                          |
| 15 février 1333-14 avril 1333    | Jacopo di Dino Gherardini             | Pr. du s. Porta San Piero.                                          |
| 15 avril 1333-14 juin 1333       | Mess. Rinieri del Forese              | Gonf. issu du s. Borgo. Expert en droit (iurisperitus).             |
| 15 avril 1333-14 juin 1333       | Leone di Tuccio Guicciardini          | Pr. du s. Oltrarno.                                                 |
| 15 avril 1333-14 juin 1333       | Dino di Lapo della Bioia              | Pr. du s. San Piero Scheraggio.                                     |
| 15 avril 1333-14 juin 1333       | Bindo di Mess. Oddo Altoviti          | Pr. du s. Borgo.                                                    |
| 15 avril 1333-14 juin 1333       | Niccolò Guglielmi (Stracciabende ?)   | Pr. du s. San Pancrazio.                                            |
| 15 avril 1333-14 juin 1333       | Ser Diodato Baronci                   | Pr. du s. Porta del Duomo. Mort en entrant en charge.               |
| 15 avril 1333-14 juin 1333       | Ghino di Vieri Rondinelli             | Pr. du s. Porta del Duomo. Élu en remplacement du précédent.        |
| 15 avril 1333-14 juin 1333       | Antonio di Lando degli Albizzi        | Pr. du s. Porta San Piero.                                          |
| 15 juin 1333-14 août 1333        | Cino Michi                            | Gonf. issu du s. San Pancrazio.                                     |
| 15 juin 1333-14 août 1333        | Gherardo Bonsi                        | Pr. du s. Oltrarno.                                                 |
| 15 juin 1333-14 août 1333        | Naddo di Duccio Bucelli               | Pr. du s. San Piero Scheraggio.                                     |
| 15 juin 1333-14 août 1333        | Mess. Alamanno Acciaiuoli             | Pr. du s. Borgo.                                                    |
| 15 juin 1333-14 août 1333        | Piero di Ceffo Beccanugi              | Pr. du s. San Pancrazio.                                            |
| 15 juin 1333-14 août 1333        | Barone Cappelli                       | Pr. du s. Porta del Duomo.                                          |
| 15 juin 1333-14 août 1333        | Guidaccio di Giovanni de'Giugni       | Pr. du s. Porta San Piero.                                          |
| 15 août 1333-14 octobre 1333     | Giovanni di Bernardino de'Medici      | Gonf. issu du s. Porta del Duomo.                                   |
| 15 août 1333-14 octobre 1333     | Maestro Manno del Maestro Rinuccio    | Pr. du s. Oltrarno.                                                 |
| 15 août 1333-14 octobre 1333     | Berto di Cecco Castellani             | Pr. du s. San Piero Scheraggio.                                     |
| 15 août 1333-14 octobre 1333     | Olivieri di Lapo del Guazza Olivieri  | Pr. du s. Borgo.                                                    |
| 15 août 1333-14 octobre 1333     | Palla di Mess. Jacopo Strozzi         | Pr. du s. San Pancrazio.                                            |
| 15 août 1333-14 octobre 1333     | Mancino Sostegni                      | Pr. du s. Porta del Duomo.                                          |
| 15 août 1333-14 octobre 1333     | Forese di Geri Ferrantini             | Pr. du s. Porta San Piero.                                          |
| 15 octobre 1333-14 décembre 1333 | Lapo Covoni                           | Gonf. issu du s. Porta San Piero. Mort en charge le 19 octobre.     |
| 15 octobre 1333-14 décembre 1333 | Giovenco di Cionetto de'Bastari       | Gonf. issu du s. Porta San Piero. Élu en remplacement du précédent. |
| 15 octobre 1333-14 décembre 1333 | Andrea di Piero de'Magli              | Pr. du s. Oltrarno.                                                 |
| 15 octobre 1333-14 décembre 1333 | Vanni di Bandino Baroncelli           | Pr. du s. San Piero Scheraggio.                                     |
| 15 octobre 1333-14 décembre 1333 | Chiarozzo di Bene del Chiaro          | Pr. du s. Borgo.                                                    |
| 15 octobre 1333-14 décembre 1333 | Giovanni Carucci                      | Pr. du s. San Pancrazio.                                            |
| 15 octobre 1333-14 décembre 1333 | Gherardo di Lapo Paganelli            | Pr. du s. Porta del Duomo.                                          |
| 15 octobre 1333-14 décembre 1333 | Ruggieri di Neri de'Ricci             | Pr. du s. Porta San Piero.                                          |
| 15 décembre 1333-14 février 1334 | Biliotto di Matteo Biliotti           | Gonf. issu du s. Oltrarno.                                          |
| 15 décembre 1333-14 février 1334 | Lapo di Giovanni Cavacciani           | Pr. du s. Oltrarno.                                                 |
| 15 décembre 1333-14 février 1334 | Riccardo del Maestro Fagno Fagni      | Pr. du s. San Piero Scheraggio.                                     |
| 15 décembre 1333-14 février 1334 | Rinieri Valori                        | Pr. du s. Borgo.                                                    |
| 15 décembre 1333-14 février 1334 | Feduccio di Duccio della Marotta      | Pr. du s. San Pancrazio.                                            |
| 15 décembre 1333-14 février 1334 | Salvino Armati                        | Pr. du s. Porta del Duomo.                                          |
| 15 décembre 1333-14 février 1334 | Naddo di Ser Spigliato da Filicaia    | Pr. du s. Porta San Piero.                                          |

## 1334
| Période de gouvernement          | Gonfaloniers de Justice et Prieurs       | Notes                                                                                                |
| -------------------------------- | ---------------------------------------- | --- |
| 15 décembre 1333-14 février 1334 | Biliotto di Matteo Biliotti              | Gonf. issu du s. Oltrarno.                                                                           |
| 15 décembre 1333-14 février 1334 | Lapo di Giovanni Cavacciani              | Pr. du s. Oltrarno.                                                                                  |
| 15 décembre 1333-14 février 1334 | Riccardo del Maestro Fagno Fagni         | Pr. du s. San Piero Scheraggio.                                                                      |
| 15 décembre 1333-14 février 1334 | Rinieri Valori                           | Pr. du s. Borgo.                                                                                     |
| 15 décembre 1333-14 février 1334 | Feduccio di Duccio della Marotta         | Pr. du s. San Pancrazio.                                                                             |
| 15 décembre 1333-14 février 1334 | Salvino Armati                           | Pr. du s. Porta del Duomo.                                                                           |
| 15 décembre 1333-14 février 1334 | Naddo di Ser Spigliato da Filicaia       | Pr. du s. Porta San Piero.                                                                           |
| 15 février 1334-14 avril 1334    | Jacopo Alberti                           | Gonf. issu du s. San Piero Scheraggio.                                                               |
| 15 février 1334-14 avril 1334    | Cino del Migliore                        | Pr. du s. Oltrarno.                                                                                  |
| 15 février 1334-14 avril 1334    | Bonifazio di Tommaso Peruzzi             | Pr. du s. San Piero Scheraggio.                                                                      |
| 15 février 1334-14 avril 1334    | Acciaiuolo di Mess. Niccola Acciaiuoli   | Pr. du s. Borgo.                                                                                     |
| 15 février 1334-14 avril 1334    | Falconieri Baldesi                       | Pr. du s. San Pancrazio.                                                                             |
| 15 février 1334-14 avril 1334    | Lorino Bonaiuti                          | Pr. du s. Porta del Duomo.                                                                           |
| 15 février 1334-14 avril 1334    | Chele di Ser Guernieri d'Aguglione       | Pr. du s. Porta San Piero.                                                                           |
| 15 avril 1334-14 juin 1334       | Giotto di Fantone Angelotti              | Gonf. issu du s. Borgo.                                                                              |
| 15 avril 1334-14 juin 1334       | Luigi di Mess. Andrea de'Mozzi           | Pr. du s. Oltrarno.                                                                                  |
| 15 avril 1334-14 juin 1334       | Mess. Silvestro di Manetto Baroncelli    | Pr. du s. San Piero Scheraggio.                                                                      |
| 15 avril 1334-14 juin 1334       | Bartolo Paradisi                         | Pr. du s. Borgo.                                                                                     |
| 15 avril 1334-14 juin 1334       | Teghino di Ser Rinaldo Tecchi            | Pr. du s. San Pancrazio.                                                                             |
| 15 avril 1334-14 juin 1334       | Niccolò di Nello Rinucci                 | Pr. du s. Porta del Duomo.                                                                           |
| 15 avril 1334-14 juin 1334       | Lapo Niccoli (ou Niccolini)              | Pr. du s. Porta San Piero.                                                                           |
| 15 juin 1334-14 août 1334        | Maso Valori                              | Gonf. issu du s. Porta San Piero.                                                                    |
| 15 juin 1334-14 août 1334        | Francesco d'Andrea Amadori               | Pr. du s. Oltrarno.                                                                                  |
| 15 juin 1334-14 août 1334        | Renzo di Giovanni Bonaccorsi             | Pr. du s. San Piero Scheraggio.                                                                      |
| 15 juin 1334-14 août 1334        | Ser Marco di Giotto de'Marchi            | Pr. du s. Borgo. Expert en droit (iurisperitus).                                                     |
| 15 juin 1334-14 août 1334        | Bingeri di Nardo Rucellai                | Pr. du s. San Pancrazio.                                                                             |
| 15 juin 1334-14 août 1334        | Ricco di Buto Davanzi                    | Pr. du s. Porta del Duomo.                                                                           |
| 15 juin 1334-14 août 1334        | Teghiaio del Cecino                      | Pr. du s. Porta San Piero. Initialement élu, on constata son absence de la cité et il ne siégea pas. |
| 15 juin 1334-14 août 1334        | Giano di Dino Gherardini                 | Pr. du s. Porta San Piero. Élu le 13 juin en remplacement du précédent.                              |
| 15 août 1334-14 octobre 1334     | Cecco di Spina Falconi                   | Gonf. issu du s. Porta del Duomo.                                                                    |
| 15 août 1334-14 octobre 1334     | Silvestro Cipriani                       | Pr. du s. Oltrarno.                                                                                  |
| 15 août 1334-14 octobre 1334     | Bencivenni Buonsostegni                  | Pr. du s. San Piero Scheraggio.                                                                      |
| 15 août 1334-14 octobre 1334     | Jacopo di Francesco del Bene             | Pr. du s. Borgo.                                                                                     |
| 15 août 1334-14 octobre 1334     | Jacopo di Ser Rinuccio (Stracciabende ?) | Pr. du s. San Pancrazio.                                                                             |
| 15 août 1334-14 octobre 1334     | Andrea del Nero Carucci di Madonna       | Pr. du s. Porta del Duomo.                                                                           |
| 15 août 1334-14 octobre 1334     | Aldobrandino di Lapo Rinaldi             | Pr. du s. Porta San Piero.                                                                           |
| 15 octobre 1334-14 décembre 1334 | Mess. Lottieri di Lapo da Filicaia       | Gonf. issu du s. Porta San Piero. Expert en droit (iurisperitus).                                    |
| 15 octobre 1334-14 décembre 1334 | Gherardo Lanfredini                      | Pr. du s. Oltrarno.                                                                                  |
| 15 octobre 1334-14 décembre 1334 | Gherardo di Mico Baroncelli              | Pr. du s. San Piero Scheraggio.                                                                      |
| 15 octobre 1334-14 décembre 1334 | Dardano Acciaiuoli                       | Pr. du s. Borgo.                                                                                     |
| 15 octobre 1334-14 décembre 1334 | Cristofano Pucci                         | Pr. du s. San Pancrazio.                                                                             |
| 15 octobre 1334-14 décembre 1334 | Niccolò di Berto Strozzafichi            | Pr. du s. Porta del Duomo.                                                                           |
| 15 octobre 1334-14 décembre 1334 | Mess. Covone di Naddo Covoni             | Pr. du s. Porta San Piero. Expert en droit (iurisperitus).                                           |
| 15 décembre 1334-14 février 1335 | Geri di Stefano Soderini                 | Gonf. issu du s. Oltrarno.                                                                           |
| 15 décembre 1334-14 février 1335 | Cione Ruffoli                            | Pr. du s. Oltrarno.                                                                                  |
| 15 décembre 1334-14 février 1335 | Boninsegna Gherardi                      | Pr. du s. San Piero Scheraggio.                                                                      |
| 15 décembre 1334-14 février 1335 | Tuccio di Dello degli Scilinguati        | Pr. du s. Borgo.                                                                                     |
| 15 décembre 1334-14 février 1335 | Marco di Rosso Strozzi                   | Pr. du s. San Pancrazio.                                                                             |
| 15 décembre 1334-14 février 1335 | Nerone di Nigi Dietisalvi Neroni         | Pr. du s. Porta del Duomo.                                                                           |
| 15 décembre 1334-14 février 1335 | Vanni di Benintendi degli Albizzi        | Pr. du s. Porta San Piero.                                                                           |

## 1335
| Période de gouvernement          | Gonfaloniers de Justice et Prieurs                    | Notes |
| -------------------------------- | ----------------------------------------------------- | --- |
| 15 décembre 1334-14 février 1335 | Geri di Stefano Soderini                              | Gonf. issu du s. Oltrarno. |
| 15 décembre 1334-14 février 1335 | Cione Ruffoli                                         | Pr. du s. Oltrarno. |
| 15 décembre 1334-14 février 1335 | Boninsegna Gherardi                                   | Pr. du s. San Piero Scheraggio. |
| 15 décembre 1334-14 février 1335 | Tuccio di Dello degli Scilinguati                     | Pr. du s. Borgo. |
| 15 décembre 1334-14 février 1335 | Marco di Rosso Strozzi                                | Pr. du s. San Pancrazio. |
| 15 décembre 1334-14 février 1335 | Nerone di Nigi Dietisalvi Neroni                      | Pr. du s. Porta del Duomo. |
| 15 décembre 1334-14 février 1335 | Vanni di Benintendi degli Albizzi                     | Pr. du s. Porta San Piero. |
| 15 février 1335-14 avril 1335    | Bonaccorso di Bencivenni Bentaccordi (ou Bentaccorda) | Gonf. issu du s. San Piero Scheraggio. |
| 15 février 1335-14 avril 1335    | Giovanni dello Scelto                                 | Pr. du s. Oltrarno. |
| 15 février 1335-14 avril 1335    | Giovanni di Lamberto dell'Antella                     | Pr. du s. San Piero Scheraggio. Malade, il fut dans l'impossibilité de se rendre à la cérémonie de prestation de serment en l'église San Piero Scheraggio et prêta serment à son domicile. Les cinq premiers jours de son mandat, il délégua l'exercice de sa charge au gonfalonier Bonaccorso Bentaccordi, issu du même quartier que lui. |
| 15 février 1335-14 avril 1335    | Francesco di Borghino Baldovinetti                    | Pr. du s. Borgo. |
| 15 février 1335-14 avril 1335    | Cecco di Giovanni                                     | Pr. du s. San Pancrazio. Fripier (rigattiere). |
| 15 février 1335-14 avril 1335    | Giovanni di Donato Viviani                            | Pr. du s. Porta del Duomo. |
| 15 février 1335-14 avril 1335    | Teghiaio del Cecino                                   | Pr. du s. Porta San Piero. Il n'entra en charge et ne prêta serment que le 18 février, étant auparavant absent de la cité (cf. supra la période du 15 juin au 14 août 1334, où son élection pour cette période fut rendue caduque du fait de son absence).                                                                                 |
| 15 avril 1335-14 juin 1335       | Bartolommeo di Guccio Siminetti                       | Gonf. issu du s. Borgo. |
| 15 avril 1335-14 juin 1335       | Mess. Bartolommeo da Castelfiorentino                 | Pr. du s. Oltrarno. Expert en droit (iurisperitus). |
| 15 avril 1335-14 juin 1335       | Forese Sacchetti                                      | Pr. du s. San Piero Scheraggio. |
| 15 avril 1335-14 juin 1335       | Bernardo di Lapo Ardinghelli                          | Pr. du s. Borgo. |
| 15 avril 1335-14 juin 1335       | Michele di Cione Maffei                               | Pr. du s. San Pancrazio. |
| 15 avril 1335-14 juin 1335       | Mess. Forese da Rabatta                               | Pr. du s. Porta del Duomo. Expert en droit (iurisperitus). |
| 15 avril 1335-14 juin 1335       | Mess. Jacopo di Neri de'Ricci                         | Pr. du s. Porta San Piero. Expert en droit (iurisperitus). |
| 15 juin 1335-14 août 1335        | Francesco di Lapo di Giovanni                         | Gonf. issu du s. San Pancrazio. |
| 15 juin 1335-14 août 1335        | Ser Ormannozzo del Bianco Deti                        | Pr. du s. Oltrarno. |
| 15 juin 1335-14 août 1335        | Giotto Peruzzi                                        | Pr. du s. San Piero Scheraggio. |
| 15 juin 1335-14 août 1335        | Bindo di Mess. Oddo Altoviti                          | Pr. du s. Borgo. |
| 15 juin 1335-14 août 1335        | Naddo di Cenni di Nardo Rucellai                      | Pr. du s. San Pancrazio. |
| 15 juin 1335-14 août 1335        | Daldo di Tingo Marignolli                             | Pr. du s. Porta del Duomo. |
| 15 juin 1335-14 août 1335        | Matteo Benvenuti                                      | Pr. du s. Porta San Piero. |
| 15 août 1335-14 octobre 1335     | Benedetto di Guccio Gennai                            | Gonf. issu du s. San Pancrazio. |
| 15 août 1335-14 octobre 1335     | Giorgio Baroni                                        | Pr. du s. Oltrarno. |
| 15 août 1335-14 octobre 1335     | Maestro Fagno di Spigliato Fagni                      | Pr. du s. San Piero Scheraggio. Médecin. |
| 15 août 1335-14 octobre 1335     | Tuccio Cocchi                                         | Pr. du s. Borgo. |
| 15 août 1335-14 octobre 1335     | Anselmo di Palla Anselmi                              | Pr. du s. San Pancrazio. |
| 15 août 1335-14 octobre 1335     | Giovanni d'Alberto Cambi                              | Pr. du s. Porta del Duomo. |
| 15 août 1335-14 octobre 1335     | Tano Chiarissimi                                      | Pr. du s. Porta San Piero. |
| 15 octobre 1335-14 décembre 1335 | Maestro Cambio del Maestro Salvi Salviati             | Gonf. issu du s. Porta San Piero. |
| 15 octobre 1335-14 décembre 1335 | Agostino Moscardi                                     | Pr. du s. Oltrarno. |
| 15 octobre 1335-14 décembre 1335 | Vanni di Ser Lotto Castellani                         | Pr. du s. San Piero Scheraggio. |
| 15 octobre 1335-14 décembre 1335 | Guido di Lapo di Guazza Ulivieri (ou Olivieri)        | Pr. du s. Borgo. |
| 15 octobre 1335-14 décembre 1335 | Bartolo di Lapo Benci                                 | Pr. du s. San Pancrazio. |
| 15 octobre 1335-14 décembre 1335 | Simone di Nardo Guasconi                              | Pr. du s. Porta del Duomo. |
| 15 octobre 1335-14 décembre 1335 | Lapo Rinaldi                                          | Pr. du s. Porta San Piero. |
| 15 décembre 1335-14 février 1336 | Mess. Rinaldo Casini                                  | Gonf. issu du s. Oltrarno. Expert en droit (iurisperitus). |
| 15 décembre 1335-14 février 1336 | Paolo di Ridolfo di Guido Ridolfi                     | Pr. du s. Oltrarno. |
| 15 décembre 1335-14 février 1336 | Cione d'Alberto Alberti                               | Pr. du s. San Piero Scheraggio. |
| 15 décembre 1335-14 février 1336 | Francesco di Meo Acciaiuoli                           | Pr. du s. Borgo. |
| 15 décembre 1335-14 février 1336 | Spinello di Primerano da Mosciano                     | Pr. du s. San Pancrazio. |
| 15 décembre 1335-14 février 1336 | Sandro di Buto Davanzi                                | Pr. du s. Porta del Duomo. |
| 15 décembre 1335-14 février 1336 | Taldo Valori                                          | Pr. du s. Porta San Piero. |

## 1336
| Période de gouvernement          | Gonfaloniers de Justice et Prieurs         | Notes                                                      |
| -------------------------------- | ------------------------------------------ | ---------------------------------------------------------- |
| 15 décembre 1335-14 février 1336 | Mess. Rinaldo Casini                       | Gonf. issu du s. Oltrarno. Expert en droit (iurisperitus). |
| 15 décembre 1335-14 février 1336 | Paolo di Ridolfo di Guido Ridolfi          | Pr. du s. Oltrarno.                                        |
| 15 décembre 1335-14 février 1336 | Cione d'Alberto Alberti                    | Pr. du s. San Piero Scheraggio.                            |
| 15 décembre 1335-14 février 1336 | Francesco di Meo Acciaiuoli                | Pr. du s. Borgo.                                           |
| 15 décembre 1335-14 février 1336 | Spinello di Primerano da Mosciano          | Pr. du s. San Pancrazio.                                   |
| 15 décembre 1335-14 février 1336 | Sandro di Buto Davanzi                     | Pr. du s. Porta del Duomo.                                 |
| 15 décembre 1335-14 février 1336 | Taldo Valori                               | Pr. du s. Porta San Piero.                                 |
| 15 février 1336-14 avril 1336    | Filippo di Lippo Buonfigliuoli             | Gonf. issu du s. San Piero Scheraggio.                     |
| 15 février 1336-14 avril 1336    | Cionino di Cione Aglioni                   | Pr. du s. Oltrarno.                                        |
| 15 février 1336-14 avril 1336    | Coppo di Borghese Migliorati               | Pr. du s. San Piero Scheraggio.                            |
| 15 février 1336-14 avril 1336    | More Ubaldini                              | Pr. du s. Borgo.                                           |
| 15 février 1336-14 avril 1336    | Banco di Lippo Gianni                      | Pr. du s. San Pancrazio.                                   |
| 15 février 1336-14 avril 1336    | Vanni Armati                               | Pr. du s. Porta del Duomo.                                 |
| 15 février 1336-14 avril 1336    | Luti Dirittafede                           | Pr. du s. Porta San Piero.                                 |
| 15 avril 1336-14 juin 1336       | Coppo di Stefano Bonaiuti                  | Gonf. issu du s. Borgo.                                    |
| 15 avril 1336-14 juin 1336       | Bernardo di Neri da Quarata (ou Quaratesi) | Pr. du s. Oltrarno.                                        |
| 15 avril 1336-14 juin 1336       | Giovanni Bonaccorsi                        | Pr. du s. San Piero Scheraggio.                            |
| 15 avril 1336-14 juin 1336       | Pera Baldovinetti                          | Pr. du s. Borgo.                                           |
| 15 avril 1336-14 juin 1336       | Chele di Pagno Bordoni                     | Pr. du s. San Pancrazio.                                   |
| 15 avril 1336-14 juin 1336       | Dietisalvi di Nigi Dietisalvi Neroni       | Pr. du s. Porta del Duomo.                                 |
| 15 avril 1336-14 juin 1336       | Bellincione d'Uberto degli Albizzi         | Pr. du s. Porta San Piero.                                 |
| 15 juin 1336-14 août 1336        | Ubertino di Rosso Strozzi                  | Gonf. issu du s. San Pancrazio.                            |
| 15 juin 1336-14 août 1336        | Francesco di Sassolo Sassolini             | Pr. du s. Oltrarno.                                        |
| 15 juin 1336-14 août 1336        | Giovanni di Mess. Lapo Arnolfi             | Pr. du s. San Piero Scheraggio.                            |
| 15 juin 1336-14 août 1336        | Lottieri Davanzati                         | Pr. du s. Borgo.                                           |
| 15 juin 1336-14 août 1336        | Piero Guglielmi (Stracciabende ?)          | Pr. du s. San Pancrazio.                                   |
| 15 juin 1336-14 août 1336        | Ghino di Vieri Rondinelli                  | Pr. du s. Porta del Duomo.                                 |
| 15 juin 1336-14 août 1336        | Mess. Francesco di Mess. Lotto Salviati    | Pr. du s. Porta San Piero. Expert en droit (iurisperitus). |
| 15 août 1336-14 octobre 1336     | Gherardo di Lapo Paganelli                 | Gonf. issu du s. Porta del Duomo.                          |
| 15 août 1336-14 octobre 1336     | Ser Cappone di Recco Capponi               | Pr. du s. Oltrarno.                                        |
| 15 août 1336-14 octobre 1336     | Donato di Pacino Peruzzi                   | Pr. du s. San Piero Scheraggio.                            |
| 15 août 1336-14 octobre 1336     | Bartolommeo di Stefano Acciaiuoli          | Pr. du s. Borgo.                                           |
| 15 août 1336-14 octobre 1336     | Cenni di Nardo Rucellai                    | Pr. du s. San Pancrazio.                                   |
| 15 août 1336-14 octobre 1336     | Mess. Ugo di Lotteringo della Stufa        | Pr. du s. Porta del Duomo. Expert en droit (iurisperitus). |
| 15 août 1336-14 octobre 1336     | Neri di Lippo del Palagio (ou del Palazzo) | Pr. du s. Porta San Piero.                                 |
| 15 octobre 1336-14 décembre 1336 | Zato di Gaddo Passavanti                   | Gonf. issu du s. San Piero Scheraggio.                     |
| 15 octobre 1336-14 décembre 1336 | Francesco d'Andrea Amadori                 | Pr. du s. Oltrarno.                                        |
| 15 octobre 1336-14 décembre 1336 | Filippo di Duccio Magalotti                | Pr. du s. San Piero Scheraggio.                            |
| 15 octobre 1336-14 décembre 1336 | Rinuccio di Cocchio Cocchi                 | Pr. du s. Borgo.                                           |
| 15 octobre 1336-14 décembre 1336 | Bartolo di Vanni Pucci                     | Pr. du s. San Pancrazio.                                   |
| 15 octobre 1336-14 décembre 1336 | Andrea del Nero Carucci di Madonna         | Pr. du s. Porta del Duomo.                                 |
| 15 octobre 1336-14 décembre 1336 | Mess. Bartolo de'Ricci                     | Pr. du s. Porta San Piero. Expert en droit (iurisperitus). |
| 15 décembre 1336-14 février 1337 | Mess. Alesso Rinucci                       | Gonf. issu du s. Oltrarno. Expert en droit (iurisperitus). |
| 15 décembre 1336-14 février 1337 | Pugio di Boninsegna                        | Pr. du s. Oltrarno.                                        |
| 15 décembre 1336-14 février 1337 | Vanni di Bandino Baroncelli                | Pr. du s. San Piero Scheraggio.                            |
| 15 décembre 1336-14 février 1337 | Vanni Donnini                              | Pr. du s. Borgo.                                           |
| 15 décembre 1336-14 février 1337 | Consiglio Ughi                             | Pr. du s. San Pancrazio.                                   |
| 15 décembre 1336-14 février 1337 | Benincasa di Falco                         | Pr. du s. Porta del Duomo.                                 |
| 15 décembre 1336-14 février 1337 | Antonio di Lando degli Albizzi             | Pr. du s. Porta San Piero.                                 |

## 1337
| Période de gouvernement          | Gonfaloniers de Justice et Prieurs                             | Notes                                                                  |
| -------------------------------- | -------------------------------------------------------------- | ---------------------------------------------------------------------- |
| 15 décembre 1336-14 février 1337 | Mess. Alesso Rinucci                                           | Gonf. issu du s. Oltrarno. Expert en droit (iurisperitus).             |
| 15 décembre 1336-14 février 1337 | Pugio di Boninsegna                                            | Pr. du s. Oltrarno.                                                    |
| 15 décembre 1336-14 février 1337 | Vanni di Bandino Baroncelli                                    | Pr. du s. San Piero Scheraggio.                                        |
| 15 décembre 1336-14 février 1337 | Vanni Donnini                                                  | Pr. du s. Borgo.                                                       |
| 15 décembre 1336-14 février 1337 | Consiglio Ughi                                                 | Pr. du s. San Pancrazio.                                               |
| 15 décembre 1336-14 février 1337 | Benincasa di Falco                                             | Pr. du s. Porta del Duomo.                                             |
| 15 décembre 1336-14 février 1337 | Antonio di Lando degli Albizzi                                 | Pr. du s. Porta San Piero.                                             |
| 15 février 1337-14 avril 1337    | Mess. Gianniano di Lapo Rinaldelli                             | Gonf. issu du s. San Piero Scheraggio. Expert en droit (iurisperitus). |
| 15 février 1337-14 avril 1337    | Piero di Gherardino Velluti                                    | Pr. du s. Oltrarno.                                                    |
| 15 février 1337-14 avril 1337    | Porcello di Ricco da Diacceto (ou de Glaceto, ou da Ghiacceto) | Pr. du s. San Piero Scheraggio.                                        |
| 15 février 1337-14 avril 1337    | Ubaldino di Niccolò Ardinghelli                                | Pr. du s. Borgo.                                                       |
| 15 février 1337-14 avril 1337    | Mess. Orlando Marini                                           | Pr. du s. San Pancrazio. Expert en droit (iurisperitus).               |
| 15 février 1337-14 avril 1337    | Mancino Sostegni                                               | Pr. du s. Porta del Duomo.                                             |
| 15 février 1337-14 avril 1337    | Maso di Chiaramontese degli Uccellini                          | Pr. du s. Porta San Piero.                                             |
| 15 avril 1337-14 juin 1337       | Ugo di Mess. Oddo Altoviti                                     | Gonf. issu du s. Borgo.                                                |
| 15 avril 1337-14 juin 1337       | Ser Vanni Manetti                                              | Pr. du s. Oltrarno.                                                    |
| 15 avril 1337-14 juin 1337       | Naddo di Duccio Bucelli                                        | Pr. du s. San Piero Scheraggio.                                        |
| 15 avril 1337-14 juin 1337       | Tommaso di Dietaiuti della Badessa                             | Pr. du s. Borgo.                                                       |
| 15 avril 1337-14 juin 1337       | Bartolo Morelli                                                | Pr. du s. San Pancrazio.                                               |
| 15 avril 1337-14 juin 1337       | Guido del Pecora                                               | Pr. du s. Porta del Duomo.                                             |
| 15 avril 1337-14 juin 1337       | Naddo di Ser Spigliato da Filicaia                             | Pr. du s. Porta San Piero.                                             |
| 15 juin 1337-14 août 1337        | Strozza di Rosso Strozzi                                       | Gonf. issu du s. San Pancrazio.                                        |
| 15 juin 1337-14 août 1337        | Ser Andrea di Piero de'Magli                                   | Pr. du s. Oltrarno.                                                    |
| 15 juin 1337-14 août 1337        | Pacino di Tommaso Peruzzi                                      | Pr. du s. San Piero Scheraggio.                                        |
| 15 juin 1337-14 août 1337        | Guglielmo di Vinta Altoviti                                    | Pr. du s. Borgo.                                                       |
| 15 juin 1337-14 août 1337        | Giunta di Nardo Rucellai                                       | Pr. du s. San Pancrazio.                                               |
| 15 juin 1337-14 août 1337        | Taddeo di Mess. Aldobrando da Cerreto                          | Pr. du s. Porta del Duomo.                                             |
| 15 juin 1337-14 août 1337        | Giovanni d'Albizzo Cambi                                       | Pr. du s. Porta San Piero.                                             |
| 15 août 1337-14 octobre 1337     | Nerone di Nigi Dietisalvi Neroni                               | Gonf. issu du s. Porta del Duomo.                                      |
| 15 août 1337-14 octobre 1337     | Luigi di Mess. Andrea de'Mozzi                                 | Pr. du s. Oltrarno.                                                    |
| 15 août 1337-14 octobre 1337     | Masino di Maso dell'Antella                                    | Pr. du s. San Piero Scheraggio.                                        |
| 15 août 1337-14 octobre 1337     | Matteo di Boninsegna                                           | Pr. du s. Borgo.                                                       |
| 15 août 1337-14 octobre 1337     | Michele di Cione Maffei                                        | Pr. du s. San Pancrazio.                                               |
| 15 août 1337-14 octobre 1337     | Niccolò di Berto Strozzafichi                                  | Pr. du s. Porta del Duomo.                                             |
| 15 août 1337-14 octobre 1337     | Lapo Niccoli (ou Niccolini)                                    | Pr. du s. Porta San Piero.                                             |
| 15 octobre 1337-14 décembre 1337 | Tano Chiarissimi (ou de'Cionacci)                              | Gonf. issu du s. Porta San Piero.                                      |
| 15 octobre 1337-14 décembre 1337 | Banco di Ser Bartolo Banchi                                    | Pr. du s. Oltrarno.                                                    |
| 15 octobre 1337-14 décembre 1337 | Gherardo di Mico Baroncelli                                    | Pr. du s. San Piero Scheraggio.                                        |
| 15 octobre 1337-14 décembre 1337 | Cambiozzo di Neri Aldobrandini                                 | Pr. du s. Borgo.                                                       |
| 15 octobre 1337-14 décembre 1337 | Luca di Gerino Strozzi                                         | Pr. du s. San Pancrazio.                                               |
| 15 octobre 1337-14 décembre 1337 | Salvino Armati                                                 | Pr. du s. Porta del Duomo.                                             |
| 15 octobre 1337-14 décembre 1337 | Albizzo di Ricco degli Albizzi                                 | Pr. du s. Porta San Piero.                                             |
| 15 décembre 1337-14 février 1338 | Giorgio di Barone Cappelli                                     | Gonf. issu du s. Oltrarno.                                             |
| 15 décembre 1337-14 février 1338 | Gherardo Bonsi                                                 | Pr. du s. Oltrarno.                                                    |
| 15 décembre 1337-14 février 1338 | Caroccio di Lapo Alberti                                       | Pr. du s. San Piero Scheraggio.                                        |
| 15 décembre 1337-14 février 1338 | Francesco di Borghino Baldovinetti                             | Pr. du s. Borgo.                                                       |
| 15 décembre 1337-14 février 1338 | Cristofano Pucci                                               | Pr. du s. San Pancrazio.                                               |
| 15 décembre 1337-14 février 1338 | Rinuccio di Bonaccio Guasconi                                  | Pr. du s. Porta del Duomo.                                             |
| 15 décembre 1337-14 février 1338 | Bocca Scarlatti                                                | Pr. du s. Porta San Piero.                                             |

## 1338
| Période de gouvernement          | Gonfaloniers de Justice et Prieurs                            | Notes                                                      |
| -------------------------------- | ------------------------------------------------------------- | ---------------------------------------------------------- |
| 15 décembre 1337-14 février 1338 | Giorgio di Barone Cappelli                                    | Gonf. issu du s. Oltrarno.                                 |
| 15 décembre 1337-14 février 1338 | Gherardo Bonsi                                                | Pr. du s. Oltrarno.                                        |
| 15 décembre 1337-14 février 1338 | Caroccio di Lapo Alberti                                      | Pr. du s. San Piero Scheraggio.                            |
| 15 décembre 1337-14 février 1338 | Francesco di Borghino Baldovinetti                            | Pr. du s. Borgo.                                           |
| 15 décembre 1337-14 février 1338 | Cristofano Pucci                                              | Pr. du s. San Pancrazio.                                   |
| 15 décembre 1337-14 février 1338 | Rinuccio di Bonaccio Guasconi                                 | Pr. du s. Porta del Duomo.                                 |
| 15 décembre 1337-14 février 1338 | Bocca Scarlatti                                               | Pr. du s. Porta San Piero.                                 |
| 15 février 1338-14 avril 1338    | Nastagio di Lapo di Talento Bucelli (ou Nastasio Bucelli)     | Gonf. issu du s. San Piero Scheraggio.                     |
| 15 février 1338-14 avril 1338    | Biliotto di Matteo Biliotti                                   | Pr. du s. Oltrarno.                                        |
| 15 février 1338-14 avril 1338    | Aldighieri di Ser Gherardo                                    | Pr. du s. San Piero Scheraggio.                            |
| 15 février 1338-14 avril 1338    | Giovanni di Benci Davanzati                                   | Pr. du s. Borgo.                                           |
| 15 février 1338-14 avril 1338    | Anselmo di Palla Anselmi                                      | Pr. du s. San Pancrazio.                                   |
| 15 février 1338-14 avril 1338    | Daldo di Tingo Marignolli                                     | Pr. du s. Porta del Duomo.                                 |
| 15 février 1338-14 avril 1338    | Ruggieri di Neri de'Ricci                                     | Pr. du s. Porta San Piero.                                 |
| 15 avril 1338-14 juin 1338       | Mess. Rinieri del Forese                                      | Gonf. issu du s. Borgo.                                    |
| 15 avril 1338-14 juin 1338       | Ser Gherardo Lanfredini                                       | Pr. du s. Oltrarno.                                        |
| 15 avril 1338-14 juin 1338       | Mugnaio di Ricco da Diacceto (ou de Glaceto, ou da Ghiacceto) | Pr. du s. San Piero Scheraggio.                            |
| 15 avril 1338-14 juin 1338       | Jacopo di Francesco del Bene                                  | Pr. du s. Borgo.                                           |
| 15 avril 1338-14 juin 1338       | Donato d'Albizzo Orlandini                                    | Pr. du s. San Pancrazio.                                   |
| 15 avril 1338-14 juin 1338       | Coppo di Lapo de'Medici                                       | Pr. du s. Porta del Duomo.                                 |
| 15 avril 1338-14 juin 1338       | Aldobrandino di Lapo Rinaldi                                  | Pr. du s. Porta San Piero.                                 |
| 15 juin 1338-14 août 1338        | Chele di Pagno Bordoni                                        | Gonf. issu du s. San Pancrazio.                            |
| 15 juin 1338-14 août 1338        | Agostino Moscardi                                             | Pr. du s. Oltrarno.                                        |
| 15 juin 1338-14 août 1338        | Dino di Lapo della Bioia                                      | Pr. du s. San Piero Scheraggio.                            |
| 15 juin 1338-14 août 1338        | Bindo di Lapo di Guazza Ulivieri (ou Olivieri)                | Pr. du s. Borgo.                                           |
| 15 juin 1338-14 août 1338        | Feduccio di Duccio della Marotta                              | Pr. du s. San Pancrazio.                                   |
| 15 juin 1338-14 août 1338        | Vanni di Falco Rondinelli                                     | Pr. du s. Porta del Duomo.                                 |
| 15 juin 1338-14 août 1338        | Taldo Valori                                                  | Pr. du s. Porta San Piero.                                 |
| 15 août 1338-14 octobre 1338     | Simone di Nardo Guasconi                                      | Gonf. issu du s. Porta del Duomo.                          |
| 15 août 1338-14 octobre 1338     | Lapaccio del Bene Benizzi                                     | Pr. du s. Oltrarno.                                        |
| 15 août 1338-14 octobre 1338     | Bartolino di Filippo Filippi                                  | Pr. du s. San Piero Scheraggio.                            |
| 15 août 1338-14 octobre 1338     | Tuccio di Dello degli Scilinguati                             | Pr. du s. Borgo.                                           |
| 15 août 1338-14 octobre 1338     | Andrea di Betto Minerbetti                                    | Pr. du s. San Pancrazio.                                   |
| 15 août 1338-14 octobre 1338     | Benedetto di Guccio Gennai                                    | Pr. du s. Porta del Duomo.                                 |
| 15 août 1338-14 octobre 1338     | Maestro Cambio del Maestro Salvi Salviati                     | Pr. du s. Porta San Piero.                                 |
| 15 octobre 1338-14 décembre 1338 | Bellincione d'Uberto degli Albizzi                            | Gonf. issu du s. Porta San Piero.                          |
| 15 octobre 1338-14 décembre 1338 | Maestro Manno del Maestro Rinuccio                            | Pr. du s. Oltrarno. Médecin.                               |
| 15 octobre 1338-14 décembre 1338 | Mess. Bivigliano di Manetto Baroncelli                        | Pr. du s. San Piero Scheraggio.                            |
| 15 octobre 1338-14 décembre 1338 | Tuccio Cocchi                                                 | Pr. du s. Borgo.                                           |
| 15 octobre 1338-14 décembre 1338 | Marco di Rosso Strozzi                                        | Pr. du s. San Pancrazio.                                   |
| 15 octobre 1338-14 décembre 1338 | Stefano di Berto Strozzafichi                                 | Pr. du s. Porta del Duomo.                                 |
| 15 octobre 1338-14 décembre 1338 | Mess. Covone di Naddo Covoni                                  | Pr. du s. Porta San Piero. Expert en droit (iurisperitus). |
| 15 décembre 1338-14 février 1339 | Leone di Tuccio Guicciardini                                  | Gonf. issu du s. Oltrarno.                                 |
| 15 décembre 1338-14 février 1339 | Pino di Chiavicella Tigliamochi                               | Pr. du s. Oltrarno.                                        |
| 15 décembre 1338-14 février 1339 | Berto di Cecco Castellani                                     | Pr. du s. San Piero Scheraggio.                            |
| 15 décembre 1338-14 février 1339 | Lippo di Dono del Saggina                                     | Pr. du s. Borgo.                                           |
| 15 décembre 1338-14 février 1339 | Banco di Lippo di Gianni Mangioni                             | Pr. du s. San Pancrazio.                                   |
| 15 décembre 1338-14 février 1339 | Lorenzo di Donato Viviani                                     | Pr. du s. Porta del Duomo.                                 |
| 15 décembre 1338-14 février 1339 | Neri di Ser Benedetto Capitani                                | Pr. du s. Porta San Piero.                                 |

## 1339
| Période de gouvernement          | Gonfaloniers de Justice et Prieurs         | Notes                                                             |
| -------------------------------- | ------------------------------------------ | ----------------------------------------------------------------- |
| 15 décembre 1338-14 février 1339 | Leone di Tuccio Guicciardini               | Gonf. issu du s. Oltrarno.                                        |
| 15 décembre 1338-14 février 1339 | Pino di Chiavicella Tigliamochi            | Pr. du s. Oltrarno.                                               |
| 15 décembre 1338-14 février 1339 | Berto di Cecco Castellani                  | Pr. du s. San Piero Scheraggio.                                   |
| 15 décembre 1338-14 février 1339 | Lippo di Dono del Saggina                  | Pr. du s. Borgo.                                                  |
| 15 décembre 1338-14 février 1339 | Banco di Lippo di Gianni Mangioni          | Pr. du s. San Pancrazio.                                          |
| 15 décembre 1338-14 février 1339 | Lorenzo di Donato Viviani                  | Pr. du s. Porta del Duomo.                                        |
| 15 décembre 1338-14 février 1339 | Neri di Ser Benedetto Capitani             | Pr. du s. Porta San Piero.                                        |
| 15 février 1339-14 avril 1339    | Taddeo di Donato dell'Antella              | Gonf. issu du s. San Piero Scheraggio.                            |
| 15 février 1339-14 avril 1339    | Tommaso Baroni                             | Pr. du s. Oltrarno.                                               |
| 15 février 1339-14 avril 1339    | Cione di Buonsignore Bisarnesi             | Pr. du s. San Piero Scheraggio.                                   |
| 15 février 1339-14 avril 1339    | Bartolo di Maso Bonciani                   | Pr. du s. Borgo.                                                  |
| 15 février 1339-14 avril 1339    | Spinello di Primerano da Mosciano          | Pr. du s. San Pancrazio.                                          |
| 15 février 1339-14 avril 1339    | Giovanni d'Uberto Cambi                    | Pr. du s. Porta del Duomo.                                        |
| 15 février 1339-14 avril 1339    | Mess. Lottieri di Lapo Gherardini          | Pr. du s. Porta San Piero. Expert en droit (iurisperitus).        |
| 15 avril 1339-14 juin 1339       | Bartolommeo di Guccio Siminetti            | Gonf. issu du s. Borgo.                                           |
| 15 avril 1339-14 juin 1339       | Giovanni dello Scelto                      | Pr. du s. Oltrarno.                                               |
| 15 avril 1339-14 juin 1339       | Renzo di Giovanni Bonaccorsi               | Pr. du s. San Piero Scheraggio.                                   |
| 15 avril 1339-14 juin 1339       | Lottieri Davanzati                         | Pr. du s. Borgo.                                                  |
| 15 avril 1339-14 juin 1339       | Falconieri Baldesi                         | Pr. du s. San Pancrazio.                                          |
| 15 avril 1339-14 juin 1339       | Federigo Soldi                             | Pr. du s. Porta del Duomo.                                        |
| 15 avril 1339-14 juin 1339       | Silvestro di Riccardo de'Ricci             | Pr. du s. Porta San Piero.                                        |
| 15 juin 1339-14 août 1339        | Consiglio Ughi                             | Gonf. issu du s. San Pancrazio.                                   |
| 15 juin 1339-14 août 1339        | Lorenzo di Sassolo Sassolini               | Pr. du s. Oltrarno.                                               |
| 15 juin 1339-14 août 1339        | Fuccio del Maestro                         | Pr. du s. San Piero Scheraggio.                                   |
| 15 juin 1339-14 août 1339        | Bindo di Mess. Oddo Altoviti               | Pr. du s. Borgo.                                                  |
| 15 juin 1339-14 août 1339        | Guglielmo di Niccolò Stracciabende         | Pr. du s. San Pancrazio.                                          |
| 15 juin 1339-14 août 1339        | Barone Cappelli                            | Pr. du s. Porta del Duomo.                                        |
| 15 juin 1339-14 août 1339        | Zato di Gaddo Passavanti                   | Pr. du s. Porta San Piero.                                        |
| 15 août 1339-14 octobre 1339     | Mess. Forese da Rabatta                    | Gonf. issu du s. Porta del Duomo. Expert en droit (iurisperitus). |
| 15 août 1339-14 octobre 1339     | Priore di Ser Bartolo Banchi               | Pr. du s. Oltrarno.                                               |
| 15 août 1339-14 octobre 1339     | Jacopo d'Alberto Alberti                   | Pr. du s. San Piero Scheraggio.                                   |
| 15 août 1339-14 octobre 1339     | Vanni Donnini                              | Pr. du s. Borgo.                                                  |
| 15 août 1339-14 octobre 1339     | Paolo di Neri Bordoni                      | Pr. du s. San Pancrazio.                                          |
| 15 août 1339-14 octobre 1339     | Grazia Guittomanni                         | Pr. du s. Porta del Duomo.                                        |
| 15 août 1339-14 octobre 1339     | Matteo Benvenuti                           | Pr. du s. Porta San Piero.                                        |
| 15 octobre 1339-14 décembre 1339 | Antonio di Lando degli Albizzi             | Gonf. issu du s. Porta San Piero.                                 |
| 15 octobre 1339-14 décembre 1339 | Niccolò di Cione Ridolfi                   | Pr. du s. Oltrarno.                                               |
| 15 octobre 1339-14 décembre 1339 | Mess. Silvestro di Manetto Baroncelli      | Pr. du s. San Piero Scheraggio.                                   |
| 15 octobre 1339-14 décembre 1339 | Neri di Niccolò Ardinghelli                | Pr. du s. Borgo.                                                  |
| 15 octobre 1339-14 décembre 1339 | Naddo di Cenni di Nardo Rucellai           | Pr. du s. San Pancrazio.                                          |
| 15 octobre 1339-14 décembre 1339 | Lorino di Bonaiuto Lorini                  | Pr. du s. Porta del Duomo.                                        |
| 15 octobre 1339-14 décembre 1339 | Naddo di Ser Spigliato da Filicaia         | Pr. du s. Porta San Piero.                                        |
| 15 décembre 1339-14 février 1340 | Piuvichese Brancacci                       | Gonf. issu du s. Oltrarno.                                        |
| 15 décembre 1339-14 février 1340 | Mess. Tommaso di Duccio Corsini            | Pr. du s. Oltrarno. Expert en droit (iurisperitus).               |
| 15 décembre 1339-14 février 1340 | Bencivenni Buonsostegni                    | Pr. du s. San Piero Scheraggio.                                   |
| 15 décembre 1339-14 février 1340 | Giotto di Fantone Angelotti                | Pr. du s. Borgo.                                                  |
| 15 décembre 1339-14 février 1340 | Luca di Gerino Strozzi                     | Pr. du s. San Pancrazio.                                          |
| 15 décembre 1339-14 février 1340 | Sandro di Buto Davanzi                     | Pr. du s. Porta del Duomo.                                        |
| 15 décembre 1339-14 février 1340 | Neri di Lippo del Palagio (ou del Palazzo) | Pr. du s. Porta San Piero.                                        |